# Trinta Gloriosos
A expressão Trinta Gloriosos (em francês, Trente Glorieuses) ou Trinta Anos Gloriosos designa os 30 anos (de 1945 a 1975) que se seguiram ao final da Segunda Guerra Mundial e que constituíram um período de forte crescimento económico na maioria dos países desenvolvidos — notadamente os países membros da OCDE. A expressão foi usada pela primeira vez pelo demógrafo francês Jean Fourastié, em 1979, no seu livro Les Trente Glorieuses ou la révolution invisible de 1946 à 1975 ("Os Trinta Gloriosos ou a Revolução Invisível 1946-1975"), e é derivada dos Trois Glorieuses  ("Três Dias Gloriosos"), os três dias da chamada Revolução de Julho (27 a 29 de julho 1830), quando o povo de Paris e as sociedades secretas republicanas se insurgiram contra Carlos X, provocando a sua abdicação e o fim do período conhecido como Restauração Francesa.
Segundo Fourastié, durante esses Trinta Anos Gloriosos ocorreu uma verdadeira revolução, que, apesar de silenciosa, trouxe grandes transformações econômicas e sociais que marcaram o ingresso da Europa, quarenta anos depois dos Estados Unidos, na sociedade de consumo. O caso da França é particularmente explicativo do subtítulo do livro de Fourastié (a Revolução Invisível), mas o crescimento da Alemanha, da Itália, do Canadá e do Japão é também notável, tendo sido impulsionado tanto pelo investimento como pelo consumo. Essas décadas de prosperidade econômica combinaram alta produtividade com altos salários da classe média e alto consumo, também foram caracterizados por um sistema altamente desenvolvido de benefícios sociais.
O padrão de vida francês, que se havia deteriorado pelas duas Guerras Mundiais, tornou-se um dos mais altos do mundo. A população também se tornou muito mais urbanizada; muitos departamentos rurais experimentaram um declínio da população, enquanto as maiores áreas metropolitanas cresceram consideravelmente, em especial a de Paris. A propriedade de aparelhos domésticos e a qualidade dos imóveis residenciais aumentou consideravelmente, enquanto os salários da classe trabalhadora francesa aumentaram significativamente com a economia tornando-se mais próspera. Como observado pelos historiadores Jean Blondel e Geoffrey Donald Charlton, em 1974.

"Se é o caso ainda, que a França fica atrás no número de seus telefones, a habitação da classe trabalhadora melhorou além do reconhecimento e os vários "gadgets" da sociedade de consumo — da televisão aos automóveis — são agora comprados pela classe trabalhadora em uma base ainda mais ávida do que em outros países da Europa Ocidental".
Depois de um início difícil, nos vinte e oito anos que separaram o fim da Segunda Guerra Mundial, em 1945, do primeiro choque do petróleo, em 1973, foram marcados pelos seguintes processos:
- reconstrução econômica dos países devastados pela guerra;
- retorno a uma situação de pleno emprego na grande maioria dos países;
- forte crescimento da produção industrial (em média 5% ao ano);
- expansão demográfica importante (o chamado baby boom) em vários países europeus e norte-americanos (em especial, França, Alemanha Ocidental, Estados Unidos e Canadá).

Esse alto crescimento foi facilitado pela disponibilidade de energia — particularmente, de combustíveis fósseis — e pela recuperação do atraso tecnológico (em relação aos Estados Unidos) nos países onde os trabalhadores apresentavam mais alto nível de qualificação e experiência.